# Playa de Santa Cristina (Lloret de Mar)
La playa de Santa Cristina es una playa situada en el término municipal de Lloret de Mar  (Gerona) España, en la Costa Brava Sur. Es una playa de arena fina, de unos 450 metros de largo y un 10% de pendiente. Tiene servicio de salvamento y socorrismo entre el 15 de junio y el 15 de septiembre. También cuenta con otros servicios como duchas equipadas con lavapiés, servicio de taquillas, alquiler de sombrillas y tumbonas y quiosco de venta de helados y bebidas.
Se accede por la carretera GI-682 (Blanes-Lloret).
Está delimitada por la Punta de Llevant y por las rocas de Es Canó. Las rocas de Es Canó forman un pequeño golfo que sirve de refugio cuando sopla el garbino o lebeche. Este espacio es conocido con el nombre de Es Racó de Garbí. Es en este punto donde comienza la curva que forma la playa de Santa Cristina y que termina en el Racó de Llevant, bajo unos peñascos llenos de pinos. Subiendo el camino que lleva a la playa, se llega a la Ermita de Santa Cristina.
La playa ha sido distinguida con el distintivo de Bandera Azul.
- Datos: Q11941965
- Multimedia: Platja de Santa Cristina / Q11941965